# Miggiano
Miggiano község (comune) Olaszország Puglia régiójában, Lecce megyében.

## Fekvése
A Salentói-félsziget déli részén fekszik.

## Története
A település nevét 1182-ben említk először, a régészeti kutatások során azonban ókori messzáp és római leletek is előkerültek a vidéken, valamint a település határában álló menhirek arra utalnak, hogy a vidék már jóval korábban lakott volt. A 12. századtól a Leccei Grófság része volt, 1486-tól pedig Castrónak lett alárendelve. 1806-ban vált önállóvá, amikor a Nápolyi Királyságban felszámolták a feudalizmust.

## Népessége
A népesség számának alakulása:

## Főbb látnivalói
- San Vincenzo Martire-templom (16. század)
- Santa Marina-kápolna (9-10. század)
- Santa Maria del Carmine-templom (17. század)
- Palazzo Vernaleone (17-18. század)
- Püspöki palota (Palazzo Episcopale) (16-17. század)